# Roland JP-8000

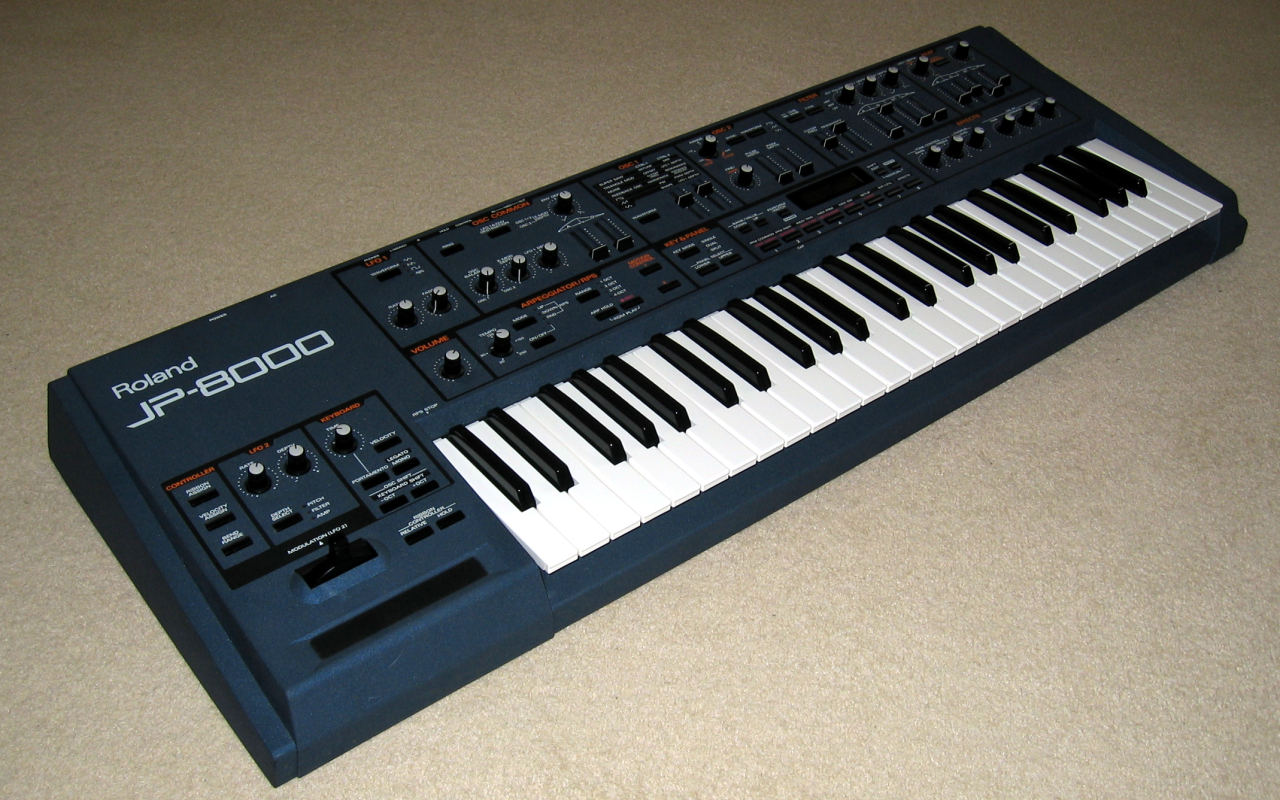
En Roland JP-8000

Roland JP-8000 (även Roland JP-8080 i rackformat) är en virtuell analogsynt-hårdvara av musikinstrumentföretaget Roland. Synten tillverkades mellan 1996 och 2001. JP-8000 och 8080 användes mycket i trancemusik under denna tid.

## Översikt
Synten hade som mål att digitalt återskapa eller emulera de klassiska analogsyntarna från 1970- och 1980-talet. JP-8000 släpptes 1996 under samma era som en uppsjö andra virtuella analogsyntar i hårdvaruformat som Access Virus, Novation Supernova och Clavia Nord Lead. JP-8080 var JP-8000 i rackformat men 8080 hade även en vocoder-del. Polyfonin utökades också på 8080-versionen från åtta till tio röster.
För tiden ansågs JP-8000 vara bra på att låta "analogt" jämfört med sina konkurrenter och den hade en funktion som ingen av de andra syntarna hade: en av oscillatorerna på JP-8000 hade en unik vågform kallad supersaw. Supersaw består av sju stycken sågtandsvågor stämda enligt en speciell skala i förhållande till varandra. Tillsammans med en unik filterdel kan JP-8000 med denna supersågtandsvåg skapa varma pads, strings och raveliknande leads med ett unikt övertonsinnehåll. Många mjukvarusyntar har försökt emulera JP-8000 och supersaw-funktionen, bland dem SuperWave P8.
En känd låt som använder sig mycket av Roland JP-8000 är trancelåten Sandstorm av artisten Darude, släppt 1999. Denna låt har även fått sitt namn efter det första förinställda ljudet på synten; ljudpatchen “Sand storm".